# Synegia secunda
Synegia secunda là một loài bướm đêm trong họ Geometridae.